# Donald Laz
Donald Robert „Don” Laz (ur. 17 maja 1929 w Chicago, zm. 21 lutego 1996 w Champaign) – amerykański lekkoatleta, tyczkarz.
Na Igrzyskach Olimpijskich w Helsinkach w 1952 zdobył srebrny medal. Do jego osiągnięć należy również brązowy medal igrzysk panamerykańskich (Meksyk 1955). Dwukrotnie był mistrzem Stanów Zjednoczonych (1952, 1953). W 1951 zwyciężył w mistrzostwach NCAA.
Swój halowy rekord życiowy (4,65 m) ustanowił 12 stycznia 1952 w Waszyngtonie. Jego rekord życiowy na otwartym stadionie, który został ustanowiony 17 kwietnia 1954 w Columbus wynosi 4,62 m (wówczas drugi wynik w historii).
Także jego syn – Doug uprawiał skok o tyczce (rekord życiowy: 5,38 w 1976).